# 酒石酸カリウムナトリウム
酒石酸カリウムナトリウム（しゅせきさんカリウムナトリウム、Potassium sodium tartrate）は、2価のカルボン酸である酒石酸がナトリウムおよびカリウムと塩を形成した構造をもつ複塩。1675年ごろにラ・ロシェル（フランス）の薬学者ピエール・セニエットによって初めて合成されたことから、ロッシェル塩またはセニエット塩とも呼ばれる。

## 性質と用途
無色または青白色をした斜方晶で、通常4分子の結晶水を含み化学式KNaC4H4O6·4H2Oで表される。水に非常によく溶ける（1111 g/L）がアルコールには難溶。
酒石酸カリウムナトリウムの結晶は、相対湿度が約30%以下になると脱水していき、相対湿度が約84%以上では溶解する。
やや塩辛く清涼感のある風味を持ち、EUでは食品添加物として認められている（E337）。薬学分野では下剤や利尿剤として用いられる。
穏和な還元作用をもつため、銀の無電解めっきを行う場合に還元剤として用いられ、古くは板ガラスから鏡を作製する際に利用された。

### 圧電効果
単結晶は4,000程度の高い比誘電率を示す強誘電体であるが、下限のキュリー温度をもち、255–297 Kの温度範囲でしか強誘電性を示さないという特徴を持つ。
1921年に強誘電体であることが報告されて以降、クリスタルイヤホンやクリスタルマイクなどの圧電素子として盛んに利用された。
その特性から第二次世界大戦中のドイツでは軍需物資として対潜水艦用の水中聴音機等に利用されていた。日本でも、ミッドウェー海戦後にロッシェル塩の応用技術がドイツからもたらされ、旧日本海軍の要請により大蔵省が原料の採取を目的としてワインづくりを奨励したほか、リオンの前身である小林理研製作所では培養生産も行われた。
現在ではリン酸二水素カリウム（KDP）やチタン酸バリウム（BT）など他の材料が発見されたため、湿気に弱いロッシェル塩は圧電素子としてはほとんど利用されていない。

### キレート作用
水への溶解度が高く、また水中で電離しキレート作用を持つ酒石酸イオンが生じるため、弱塩基性キレート剤として広く利用されている。工業的にはめっき液の成分として、化学分析においてはフェーリング試験・ベルトラン試液・ビウレット試験・ネスラー試験、カドミウムの定量などで試薬のひとつとして加えられる。
有機合成においては、キレート作用によって分液操作時のエマルションや沈殿の形成を抑止するために、特にLAHやDIBAL-Hなどの水素化アルミニウム系試薬を用いた反応の後処理に利用される。

## 調製

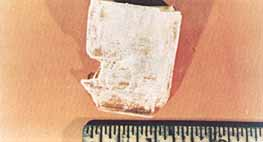
スカイラブ上で成長させたロッシェル塩の大きな結晶

酒石酸カリウムナトリウム（NaKC4H4O6）は、1モルの酒石酸水素カリウム（KHC4H4O6）を含む加熱溶液に 0.5モルの炭酸ナトリウムを添加することで調製できる。溶液は熱い内に濾過する。この溶液を乾燥することで固体の酒石酸カリウムナトリウムが晶子として析出する。
スカイラブでの微小重力および対流条件下でロッシェル塩の大きな結晶への成長実験が行われた。